# Championnat de Grèce de football 2003-2004
Navigation
Saison précédente Saison suivante
La saison 2003-2004 du Championnat de Grèce de football était la 56e édition de la première division grecque.
Lors de cette saison, l'Olympiakos, tenant depuis sept ans, a tenté de conserver son titre de champion de Grèce face aux quinze meilleurs clubs grecs lors d'une série de matchs se déroulant sur toute l'année. Les seize clubs participants au championnat ont été confrontés à deux reprises aux quinze autres. 
Le Panathinaikos met fin à l'incroyable série de l'Olympiakos (sept titres de champion de Grèce d'affilée), en terminant en tête du championnat, avec seulement 2 points d'avance sur le club du Pirée mais 17 sur le 3e, le PAOK Salonique. Le "Pana" remporte son 19e titre de champion de Grèce de son histoire.

## Qualifications en Coupe d'Europe
À l'issue de la saison, le club champion se qualifie pour la Ligue des champions 2004-2005 tout comme le vice-champion, alors que le 3e est qualifié pour le tour préliminaire. Le vainqueur de la Coupe de Grèce est désormais qualifié pour la Coupe UEFA 2004-2005, tout comme les clubs classés 4e et 5e à l'issue de la saison (Si le vainqueur de la Coupe finit à l'une des 5 premières places, c'est le club classé 6e qui se qualifie pour cette compétition). Cette saison, aucun club ne se qualifie pour la Coupe Intertoto 2004.

## Les 16 clubs participants
| Club                | Classement 2002-2003 | Stade                          | Capacité | Ville         |
| ------------------- | -------------------- | ------------------------------ | -------- | ------------- |
| AEK Athènes         | 3                    | Stade Olympique                | 71 030   | Athènes       |
| Akratitos Liosion   | 12                   | Stade Yannis Pathiakakis       | 5 000    | Áno Liósia    |
| AO Aigáleo          | 10                   | Stade Stavros Mavrothalassitis | 12 000   | Aigáleo       |
| Aris Salonique      | 6                    | Stade Harilaou                 | 18 308   | Salonique     |
| Atromitos FC        | Beta Ethniki         | Stade de Peristeri             | 10 200   | Peristeri     |
| Ionikos Le Pirée    | 14                   | Stade Dimotico-Neapoli         | 6 300    | Le Pirée      |
| Iraklis Salonique   | 7                    | Stade Kaftantzoglio            | 28 000   | Thessalonique |
| GS Kallithea        | 13                   | Stade Gregoris Lambrakis       | 4 200    | Kallithéa     |
| OFI Crete           | 8                    | Stade Pankritio                | 26 240   | Heraklion     |
| Olympiakos Le Pirée | 1                    | Stade Karaiskaki               | 33 334   | Le Pirée      |
| Panathinaikos       | 2                    | Stade Olympique                | 71 030   | Athènes       |
| Paniliakos FC       | Beta Ethniki         | Stade de Pyrgos                | 6 750    | Pyrgos        |
| Panionios           | 5                    | Stade Nea Smyrnis              | 11 700   | Athènes       |
| PAOK Salonique      | 4                    | Stade de Toúmba                | 28 701   | Thessalonique |
| AO Proodeftiki      | 11                   | Stade Nikaias                  | 4 361    | Korydallos    |
| AO Xanthi           | 9                    | Stade de Xanthi                | 7 422    | Xanthi        |

## Compétition

### Classement
Le barème de points servant à établir le classement se décompose ainsi :
- Victoire : 3 points
- Match nul : 1 point
- Défaite, forfait ou abandon du match : 0 point

| Rang | Équipe            | Pts | J  | G  | N  | P  | Bp | Bc | Diff |
| ---- | ----------------- | --- | -- | -- | -- | -- | -- | -- | ---- |
| 1    | Panathinaïkos (C) | 77  | 30 | 24 | 5  | 1  | 62 | 18 | +44  |
| 2    | Olympiakos (T)    | 75  | 30 | 24 | 3  | 3  | 70 | 19 | +51  |
| 3    | PAOK Salonique    | 60  | 30 | 18 | 6  | 6  | 47 | 27 | +20  |
| 4    | AEK Athènes       | 55  | 30 | 16 | 7  | 7  | 57 | 32 | +25  |
| 5    | AO Aigáleo        | 52  | 30 | 15 | 7  | 8  | 37 | 26 | +11  |
| 6    | Panionios         | 47  | 30 | 12 | 11 | 7  | 40 | 29 | +11  |
| 7    | Chalkidona (P)    | 45  | 30 | 13 | 6  | 11 | 40 | 39 | +1   |
| 8    | Iraklis Salonique | 42  | 30 | 12 | 6  | 12 | 40 | 39 | +1   |
| 9    | Ionikos Le Pirée  | 33  | 30 | 9  | 6  | 15 | 33 | 43 | -10  |
| 10   | AO Xanthi         | 30  | 30 | 8  | 6  | 16 | 28 | 42 | -14  |
| 11   | OFI Crète         | 29  | 30 | 7  | 8  | 15 | 27 | 44 | -17  |
| 12   | GS Kallithea      | 27  | 30 | 5  | 12 | 13 | 37 | 42 | -5   |
| 13   | Aris Salonique    | 27  | 30 | 7  | 6  | 17 | 24 | 46 | -22  |
| 14   | Akratitos Liosion | 23  | 30 | 5  | 8  | 17 | 31 | 69 | -38  |
| 15   | Paniliakos FC (P) | 21  | 30 | 4  | 9  | 17 | 28 | 56 | -28  |
| 16   | AO Proodeftiki    | 20  | 30 | 4  | 8  | 18 | 26 | 56 | -30  |

| Légende : Qualifications et relégations | Légende : Qualifications et relégations                                                                        |
| --------------------------------------- | --- |
|                                         | Ligue des champions 2004-2005 (phase de groupes)                                                               |
|                                         | Ligue des champions 2004-2005 (3e tour préliminaire)                                                           |
|                                         | Coupe UEFA 2004-2005                                                                                           |
|                                         | Playoffs pour la Beta Ethniki                                                                                  |
|                                         | Relégué en Beta Ethniki                                                                                        |
|                                         | (T) : Tenant du titre 2002-2003 (C) : Vainqueurs de la Coupe de Grèce de football (P) : Promus de Beta Ethniki |

#### Barrage pour la relégation
Le 14e du classement d'Alpha Ethniki rencontre le 3e de Beta Ethniki pour déterminer le club qui va participer à la prochaine saison de première division. C'est donc Akratitos Liosion qui rencontre le PAE Ergotelis Heraklion, pensionnaire de Beta Ethniki, sur un match, disputé à Thessalonique. Akratitos perd le match sur un but en toute fin de match et cède sa place en Alpha Ethniki à son vainqueur du jour.
| 30 mai 2004 | Akratitos Liosion | 0 - 1 | PAE Ergotelis Heraklion (D2) | Stade Polichni, Thessalonique |
|             |                   |       | Sylla 90e                    |                               |

## Bilan de la saison
| Tableau d'Honneur                |               |
| Compétition                      | Vainqueur     |
| Championnat de Grèce de football | Panathinaikos |
| Coupe de Grèce de football       | Panathinaikos |
| Supercoupe de Grèce de football  | non disputée  |

| Qualifications européennes 2004-2005  |                                         |
| Ligue des champions 2004-2005         | Qualifiés                               |
| Phase de groupes 3e tour préliminaire | Panathinaikos Olympiakos PAOK Salonique |
| Coupe UEFA 2004-2005                  | Qualifiés                               |
| 1er tour                              | AEK Athènes AO Aigáleo Panionios        |

| Promotions et relégations |                                                       |
| Relégués en Beta Ethniki  | Paniliakos FC AO Proodeftiki Akratitos Liosion        |
| Promus de Beta Ethniki    | AO Kerkyra Apollon Kalamarias PAE Ergotelis Heraklion |

## Statistiques

### Meilleurs buteurs
| # | Buteurs               | Clubs         | Nb de Buts |
| - | --------------------- | ------------- | ---------- |
| 1 | Giovanni              | Olympiakos    | 21         |
| 2 | Dimitris Papadopoulos | Panathinaikos | 17         |
| 3 | Dimitris Salpingidis  | AEK Athènes   | 16         |
| 4 | Giorgios Zaharopoulos | Atromitos FC  | 13         |
| 4 | Theofanis Gekas       | GS Kallithea  | 13         |
| 5 | Nikos Liberopoulos    | AEK Athènes   | 12         |
| 5 | Nikos Skarmoutsos     | GS Kallithea  | 12         |